# 2 Chainz

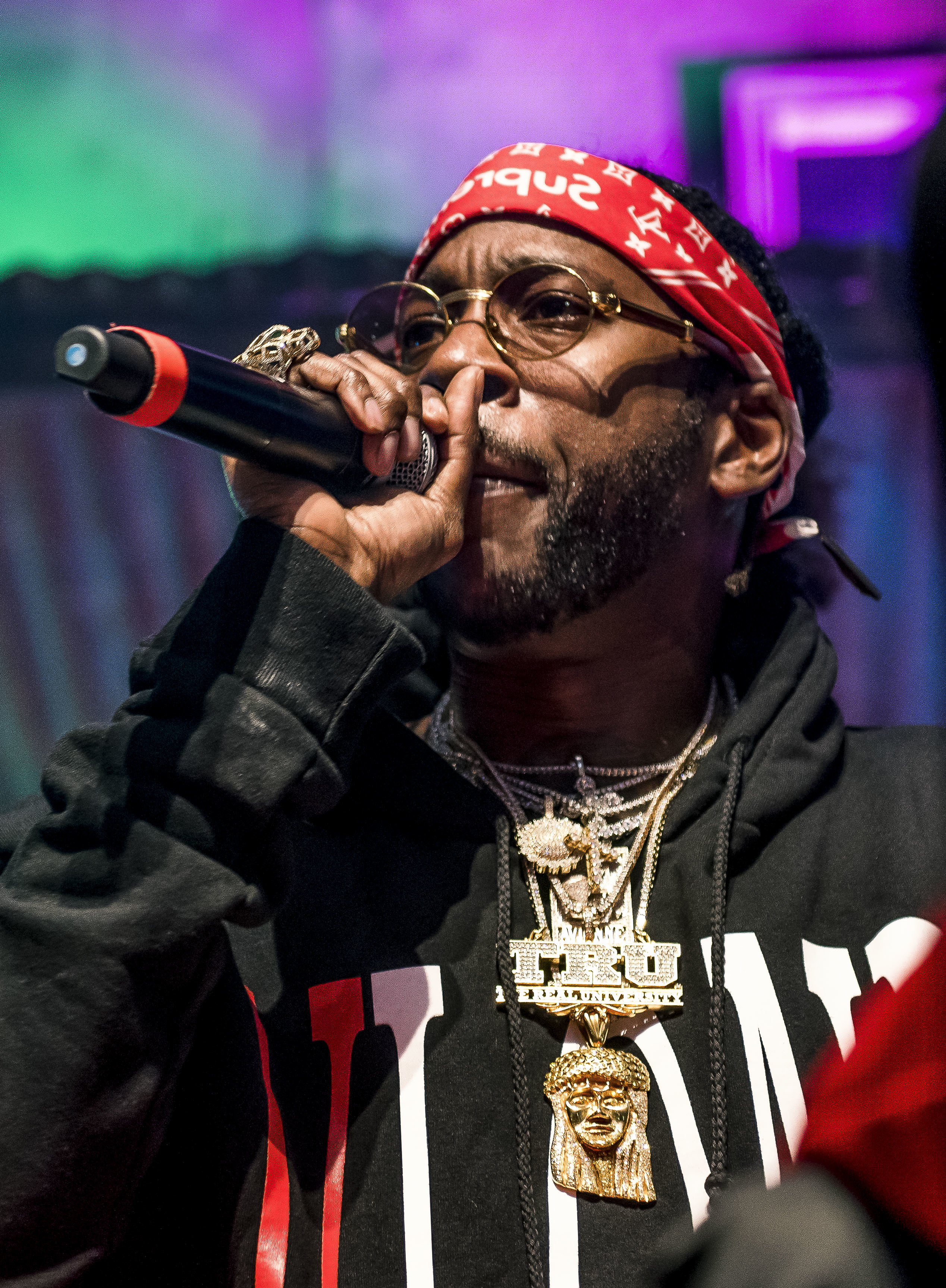
2 Chainz live bei der Pretty Girls Like Trap Music Tour (2017)

2 Chainz (* 12. September 1977 in College Park, Georgia; bürgerlich: Tauheed Epps) ist ein US-amerikanischer Rapper. Er startete seine Solokarriere 2007, bis dahin war er Mitglied von Playaz Circle und führte den Künstlernamen Tity Boi.

## Biografie
1997 gründete Epps mit einem Schulfreund das Hip-Hop-Duo Playaz Circle, als Künstlername wählte er Tity Boy. Nach zehn Jahren startete er mit dem Mixtape Me Against the World seine Solokarriere. 2009 folgten Trap-A-Velli und All Ice on Me, 2010 erschien Me Against the World 2: Codeine Withdrawal. Aus den Mixtapes wurden verschiedene Stücke ausgekoppelt, die zum Teil noch unter dem Namen Tity Boy erschienen. Mit Codeine Cowboy fand eines dieser Stücke Verwendung auf einer 2011 von DJ Tekniks & DJ Frank White veröffentlichten Remix-Kompilation Best Kept Secrets. Ebenfalls in diesem Jahr kollaborierte er mit David Banner und Big K.R.I.T. Im Jahr 2012 folgten Kollaborationen mit Kanye West und Nicki Minaj und 2 Chainz unterschrieb einen Plattenvertrag bei Def Jam. Mit Gastmusikern wie Lil Wayne, Nicki Minaj und Mike Posner nahm er sein Debütalbum Based on a T.R.U. Story auf, produziert wurde es von Drumma Boy und The-Dream. Das Album erschien am 4. August 2012 und erreichte Platz 1 der Billboard 200.

## Stil
Während die ersten Mixtapes noch von 2Pac beeinflusst waren, fand er mit Against the World 2: Codeine Withdrawal seinen eigenen Stil. Seine Texte handeln unter anderem von Luxusgütern wie Autos und Kleidung.

## Diskografie
Studioalben

| Jahr | Titel Musiklabel                                       | Höchstplatzierung, Gesamtwochen, AuszeichnungChartplatzierungen (Jahr, Titel, Musiklabel, Platzierungen, Wochen, Auszeichnungen, Anmerkungen) | Höchstplatzierung, Gesamtwochen, AuszeichnungChartplatzierungen (Jahr, Titel, Musiklabel, Platzierungen, Wochen, Auszeichnungen, Anmerkungen) | Höchstplatzierung, Gesamtwochen, AuszeichnungChartplatzierungen (Jahr, Titel, Musiklabel, Platzierungen, Wochen, Auszeichnungen, Anmerkungen) | Höchstplatzierung, Gesamtwochen, AuszeichnungChartplatzierungen (Jahr, Titel, Musiklabel, Platzierungen, Wochen, Auszeichnungen, Anmerkungen) | Höchstplatzierung, Gesamtwochen, AuszeichnungChartplatzierungen (Jahr, Titel, Musiklabel, Platzierungen, Wochen, Auszeichnungen, Anmerkungen) | Anmerkungen                              |
| Jahr | Titel Musiklabel                                       | DE | AT | CH | UK | US | Anmerkungen                              |
| ---- | ------------------------------------------------------ | --- | --- | --- | --- | --- | ---------------------------------------- |
| 2012 | Based on a T.R.U. Story Island Def Jam Music Group     | — | — | — | — | US1 Platin · (45 Wo.)US | Erstveröffentlichung: 14. August 2012    |
| 2013 | B.O.A.T.S. II: Me Time Def Jam Recordings              | — | — | — | UK87 (1 Wo.)UK | US3 (19 Wo.)US | Erstveröffentlichung: 10. September 2013 |
| 2016 | ColleGrove Def Jam Recordings                          | — | — | — | — | US4 Gold · (17 Wo.)US | Erstveröffentlichung: 4. März 2016       |
| 2017 | Pretty Girls Like Trap Music Def Jam Recordings        | — | — | — | UK88 (1 Wo.)UK | US2 Platin · (52 Wo.)US | Erstveröffentlichung: 16. Juni 2017      |
| 2019 | Rap or Go to the League Gamebread / Def Jam Recordings | — | — | CH47 (1 Wo.)CH | UK74 (1 Wo.)UK | US4 (11 Wo.)US | Erstveröffentlichung: 1. März 2019       |
| 2020 | So Help Me God Gamebread / Def Jam Recordings          | — | — | — | — | US15 (3 Wo.)US | Erstveröffentlichung: 13. November 2020  |
| 2022 | Dope Don’t Sell Itself Gamebread / Def Jam Recordings  | — | — | — | — | US23 (1 Wo.)US | Erstveröffentlichung: 4. Februar 2022    |

## Filmografie
- 2012: Law & Order: Special Victims Unit (eine Episode)
- 2013: 2 Broke Girls (Fernsehserie, Staffel 2, Episode 16 + Staffel 6, Episode 2)